# Tag der Verteidigung und der Staatsbürgerschaft
Der Tag der Verteidigung und der Staatsbürgerschaft (französisch: Journée Défense et Citoyenneté / JDC) wurde 1998 in Frankreich vom französischen Staatspräsident Jacques Chirac während seiner ersten Präsidentschaft im Zuge der Abschaffung der Wehrpflicht beim Militär als verpflichtender allgemeiner Nationaldienst festgelegt.

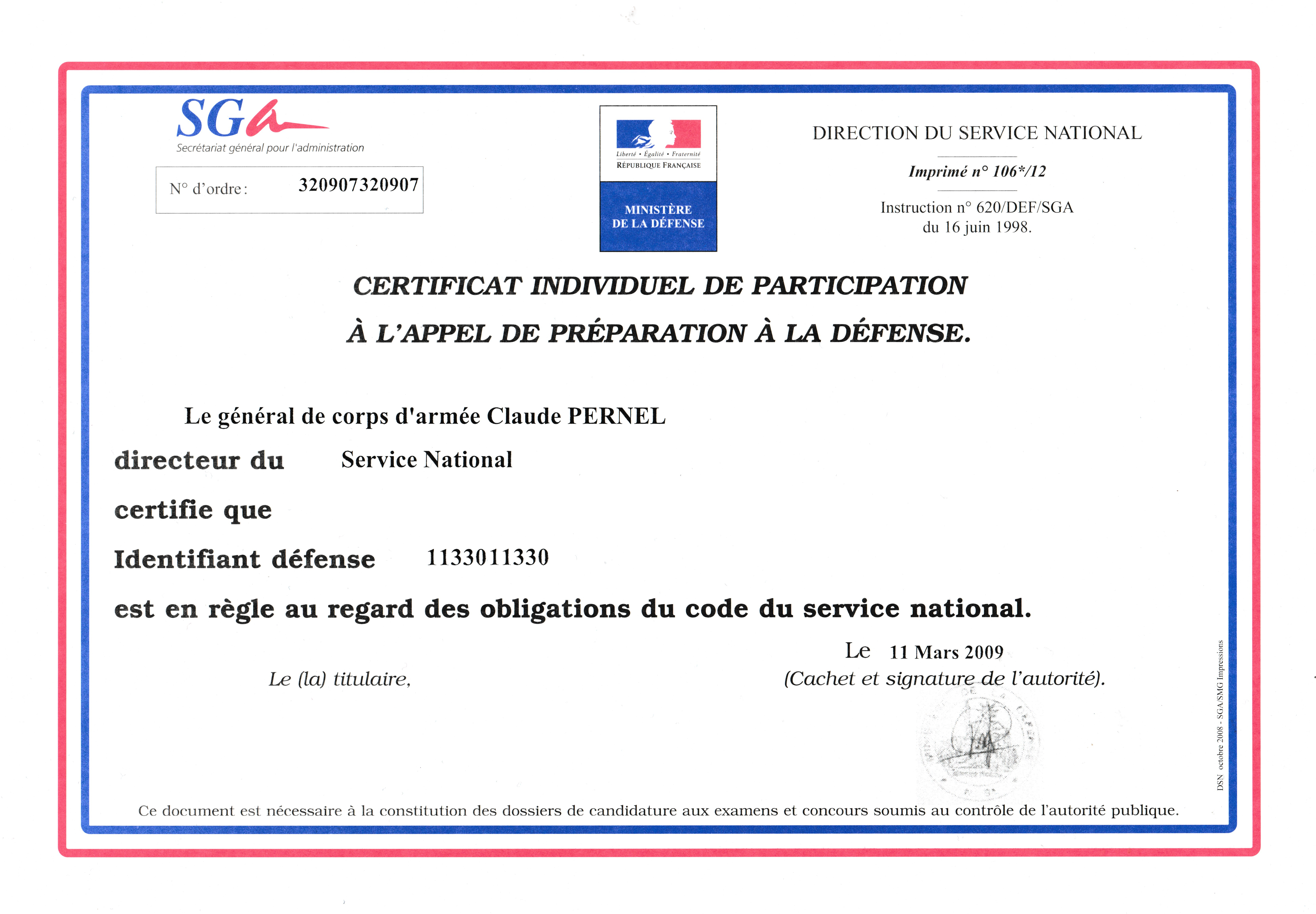
Ein Zertifikat des JAPD.

Bis 2010 wurde der „Tag der Verteidigungsvorbereitung“ (französisch: Journée d'Appel de Préparation à la Défense / JAPD)  bezeichnet und danach wurde die aktuelle Bezeichnung eingeführt. 

## Inhalt
Den Teilnehmern sollen mit dem Programm „französische Werte“ aufgezeigt werden. Das Programm besteht aus Informationen über:
- Staatsbürgerschaftkunde
- französische Geschichte
- Bewusstseinsbildung für Verteidigung
- Französische Streitkräfte
- Nation
- europäischen Themen

## Teilnehmer
Der eintägige Kurs ist für alle Personen im Alter zwischen 16 und 25 Jahren mit französischer Staatsangehörigkeit verpflichtend, sowohl für Männer als auch für Frauen, gleich ob sie in Frankreich oder im Ausland leben. Ausgenommen sind Personen mit schweren Erkrankungen oder Behinderungen.

## Kursprogramm
Der JDC beginnt grundsätzlich um 8 Uhr und dauert bis 17 Uhr. Die Teilnehmer werden über die französische Verteidigung, die europäische und internationale geopolitische Situation sowie über internationale Abkommen unterrichtet. Das Militär informiert über die berufliche Möglichkeiten der Streitkräfte (wie Techniker, Soldat, Melder, Pilot, Seemann, Panzerfahrer usw.) und die verschiedenen militärischen Trainingsprogramme. Seit 2014 ist ein Erste-Hilfe-Training Teil des Programmes.

## Zertifikat
Am Ende des Journée Défense et Citoyenneté wird jedem Teilnehmer ein Zertifikat ausgestellt. Dieses Zertifikat wird benötigt, um das Abitur abzulegen, um sich an einer öffentlichen Universität einzuschreiben, um einen Führerschein zu erhalten oder um sich für eine Stelle als Beamter zu bewerben.

## Service national universel
Im Jahr 2019 wurde von Präsident Emmanuel Macron der „Allgemeine Nationaldienst“ Service national universel (SNU) eingeführt, der ab 2021 zum Pflichtdienst werden wird und den JDC ablösen wird. Dieser Dienst wird einen Monat dauern.